# معهد الأبحاث الحقوقية والقانونیة الإيرانية
معهد الأبحاث الحقوقية والقانونیة الإيرانية (بالفارسية: پژوهشکده حقوق وقانون ایران) وهو یعرف سابقا بمركز ابحاث علامه للموسوعات القانونیه (الفارسية: مرکز پژوهشی دانشنامه‌های حقوقی علامه)، اسم مركز علمی بحثی فی مجال القانون وفروعه وهو مستقل ومرخص من وزاره العلوم والابحاث والتقنیه فی ایران فی اربع مجالات بحثیه: الموسوعات القانونیه، التنظیر والابداع فی مجال القانون، دراسات الآثار الاجتماعیه للقوانین ودراسات القانون المركب. یعد المركز أول مؤسسه علمیه ناشطه فی مجال القانون استطاعت الحصول علی صفه شركه معرفيه من نائب رئیس الجمهوریه فی الشؤون العلمیه والتكنولوجیا.

## تاریخ
تأسس معهد القانون الإيراني في عام 2010 من قبل مجموعة من الأفراد ذات الخبرة في الأنشطة القضائية والإدارية في نائب السلطة القضائية للتعليم والبحوث، فی دائره التعلیم والبحوث فی السلطة القصائیه. وكان تركیزه علی جمع واداره العلوم المحیطه بالقانون. فی عام 2015 تم الحصول علی الموافقة المبدئیه وفی عام 2019 علی الموافقة النهائیه لتحویل المعهد الی مركز ابحاث علامه للموسوعات القانونیه من مجلس التنمیه التابع لوزاره العلوم. ثم تمكن المركز من الحصول علی موافقیه وزاره العلوم للترقیه من مركز ابحاث الی معهد ابحاث. تم تسجیل هذه التغییرات فی ینایر 2021 ونشرت فی الجریده الرسمیه.
قبل ترقیه المركز الی معهد البحوث تركزت الأنشطة البحثية لهذا المعهد في ثلاث مجموعات بحثية: «الدراسات القانونية» و «دراسات العقوبات» و «الدراسات الفقهية». ولكن بالتزامن مع تلك التغییرات وافقت وزاره العلوم علی زیادة المجموعات البحثیه فی المعهد واجراء عدد من التغییرات فیها.
نجح المعهد، من خلال تقديمه لسجلات الأبحاث التي أجريت عام 2020، في الحصول على لقب مؤسسه معرفیه من نائب الرئيس فی الشؤون العلمیه والتكنولوجيا كأول مركز علمي نشط في مجال القانون.

## الأهداف
حدد المركز أهدافه تحت عنوانين: «الأهداف الكلية» و «الأهداف الفرعیه». من بين الأهداف الرئيسية للمعهد، التطوير وتنمیه وإرساء أسس تعزيز ألانشطة البحثیه فی القانون. والأهداف الفرعیه هی دراسة وبحث أساسيات الأعمال والمحتوى القانوني والفقهي والمطابقة بين العقيدة والإجراءات القضائية والقوانين وتدوین ونشر الموسوعات في مختلف فروع القانون.

## الهيكل والتنظيم
يدار المعهد من قبل مجلس أمناء وتحت إشراف مدير المعهد. تضم هيئة إلاداره مجلس البحوث ونائب الرئيس فی شؤون الأبحاث ونائب الرئيس للدعم الفنی والتكنولوجيا والمفتش واللجنة الاستشارية والعلاقات العامة. يضم المعهد عددًا من المجموعات العلمية، تتكون كل منها من مدير المجموعة وأعضاء الهيئة العلمیه والباحثين.
تتناول المادة 7 من النظام الأساسي للمعهد واجبات وصلاحياته. وبناءً عليه، فإن تقييم الاحتياجات وتصميم وتنفيذ البحوث القانونيه على ثلاثة مستويات أساسية وتطبيقية وتنمویه، فضلاً عن التعاون البحثي مع الجامعات الداخلیه والأجنبية هي من بين واجبات وصلاحيات هذا المعهد. بالإضافة إلى ذلك، يمكن للمعهد تقديم خدمات استشارية بناءً على نتائج الأبحاث. يتم أيضًا إنتاج المحتوى التعليمي والبحثي (بما في ذلك الكتب والمجلات وما إلى ذلك) وعقد المؤتمرات العلمية والدورات التعليمية وورش العمل قصيرة المدة ضمن نطاق صلاحیات المعهد.

### المجموعات البحثیه
المجموعات البحثية لهذا المعهد البحثي هي:
- كتابه الموسوعات القانونیه
- التنظیر والابداع
- دراسات الآثار الاجتماعیه للقوانین
- دراسات القانون المركب

### الاصدارات البحثیه
قام المعهد بنشر إصدارات مختلفة بهدف إنتاج ونشر المعلومات التخصصیة في مختلف مجالات القانون. یمكن الاشاره الی جریده عالم القانون (الفارسية: روزنامه دنیای حقوق), الیومیه التی كانت أول صحیفه بحثیه واخباریه فی مجال القانون فی ایران. صدر العدد الاول من هذه الجریده فی 13 أغسطس 2014. صدرت الجریده فی 12 صفحه وفی بعض الایام فی 16 صفحه. جدید القضایا القانونیه وجدید التشریعات والقانون والمجتمع والقانون المضاف من بین صفحات هذه الجریده
فصلیة الموسوعات القانونیه التی كانت تنشر سابقا باسم فصلیة العلوم القانونیه حصلت علی الترخیص من قبل امانة لجنة الإشراف علی الصحافة فی سبتمبر 2016. یعد تحسین جودة البحوث القانونیه وتوسیع حدود وآفاق علم القانون وتوسیع تطبیق البحوث القانونیه من ضمن اهداف هذه الفصلیه. نطاق انشطة الفصلیه یكون فی خمسة عشر تخصصا قانونیا مثل القانون المدنی وقانون المسؤولية المدنية وقانون الملكية الفكرية والدراسات المعالجة للقوانین و...
بالإضافة الی ذلك یصدر المعهد اسبوعیه القانون الإخباریه حصلت علی ترخیص النشر من لجنة الإشراف علی الصحافة فی سبتمبر 2011.

## أنشطة
قام المعهد بالعديد من الأنشطة والإنجازات حتى الآن. منها إصدار المسند الفقهی للقانون المدنی فی 15 مجلدا، تجميع قوائم المصطلحات القانونية بمائة وستة آلاف ومائتين وثمانية وثمانين مصطلح تخصی، ترجمة كتاب تحریر المجلة فی خمسه اجزاء، العدید من الكتب فی مجال الببلیوغرافیا. أجرى المركز أيضًا بحوثا وفق طلبات مراكز مثل للسلطة القضائية، ووزارة العدل الإيرانية، منظمه الاحوال المدنیه، وشركة النفط الوطنية الإيرانية وغيرها.
ومن أهم ألأنشطة البحثیه والعلميه التي يقوم بها المعهد:

### إدارة المعرفة القانونية

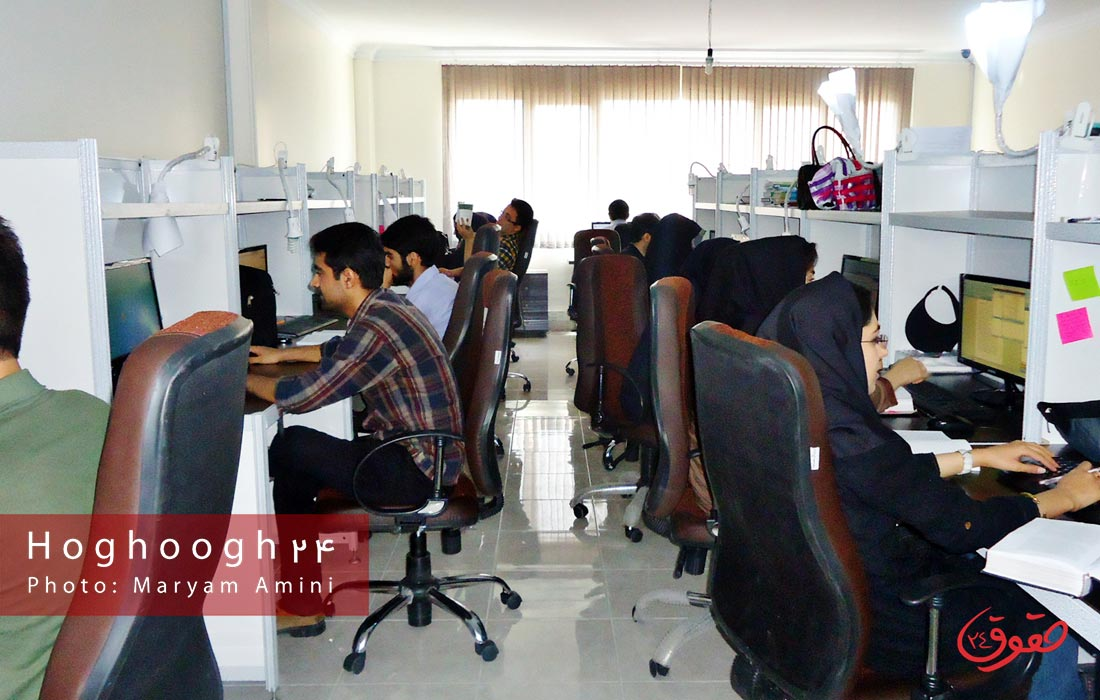
الباحثون فی المعهد یقومون بالتخریج و التسجیل الرقمی

مشروع إدارة المعرفة على المواد القانونية هو أحد أنشطة هذا المعهد. تم بدء المشروع بالتعاون مع حوالي 200 باحث، يتألفون من القضاة والمحامين وأعضاء هيئة التدريس بالجامعات والخريجين وطلاب القانون، لتحديد وتجميع وتنظيم المعرفة بالمواد القانونية. في الوقت الحاضر، في المتوسط، تم تخريج وفهرسة أكثر من مائة وتسعة عشر إيصالًا بحثيًا لكل من العشرة آلاف مادة قانونية موضوع البحث، وتم تخریج مليوني إيصال بحثي بالمجموع. يقع المعهد البحثي. تتم عملية الاستلام في معهد الأبحاث هذا من خلال برنامج احتكاري ونتيجة لذلك تتم هذه الإيصالات رقميًا.

### تعديل قانون الأحوال المدنية الإيراني
تمت صياغة مشروع قانون تعديل مواد قانون السجل المدني بناءا على طلب مديرية الأحوال المدنية الإيرانية. تمت صياغة مشروع القانون هذا بعد أن مر بمراحل طويلة وبمنهجية بحثية. ويستند مشروع القانون المقترح إلى مشاريع بحثية وهي «تقييم ضرورة المراجعة في قانون الأحوال المدنية» و «إصلاح ومراجعة قانون الأحوال المدنية» مع أكثر من 12 مشروعًا فرعيًا لتقييم الاحتياجات في 62 مادة، 37 ملاحظة و 78 وهو الآن علی طاولة لجنة مشاريع القوانين التابعة لمجلس الوزراء الإيراني.

### تصنيف الموسوعات القانونية

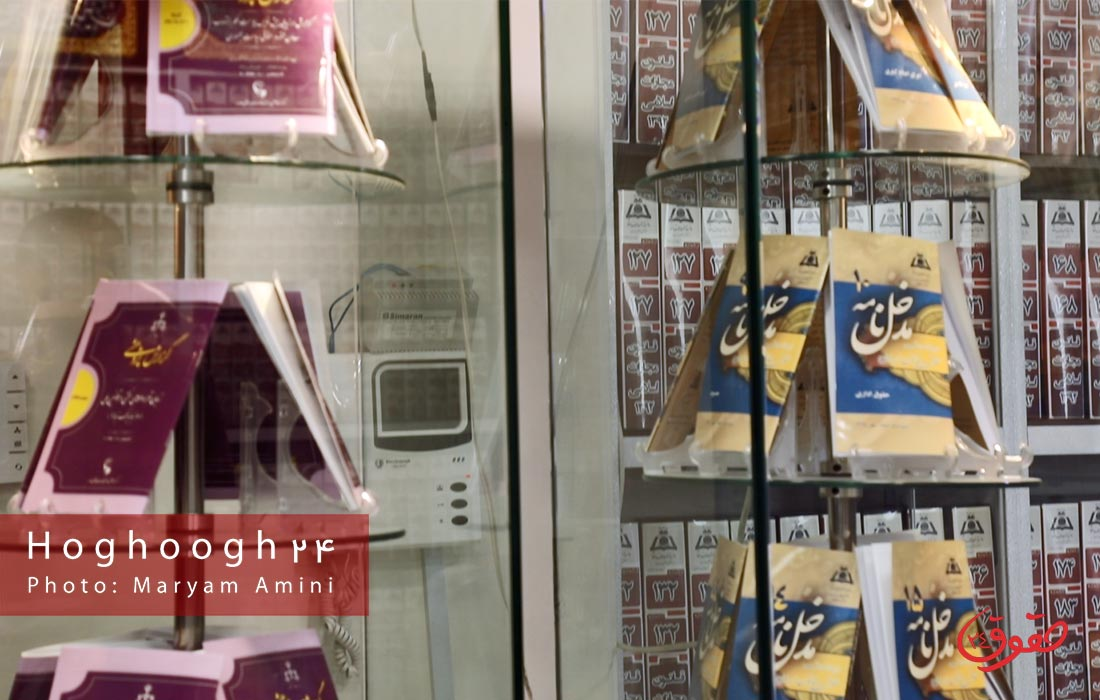
مداخل أعدها المعهد الایرانی للأبحاث الحقوقیه و القانونیه

يعد تجميع وتدوين الموسوعات القانونية في 66 عنوانًا قانونيًا تخصصي نشاطًا آخر لهذا المعهد. للقيام بذلك، تم إجراء دراسات الجدوى والضرورة أولاً، ثم بدأ البحث بافتراض أن «أي مجال وفرع يمتلك 250 مصطلحًا تخصصيا يحتاج إلى تدوين موسوعة تخصصية كمجال قانوني مستقل». كانت نتيجة هذا البحث تحديد أكثر من 110.000 مدخل في مختلف مجالات القانون، مما أدى في النهاية إلى تجميع وتدوين 63 مجلدًا كمداخل في كل مجال من المجالات القانونية. نتيجة أخرى لهذا البحث هي ظهور القوانين الفرعية المضافة مثل قانون المياه، وقانون الكهرباء، وقانون الطاقة النظيفة، وقانون التراث الثقافي، وقانون السياحة، وقانون النقل، وقانون الطرق، وقانون سوابق الملفات الوطنية، وقانون التغذية، والقانون الزراعي. هذا النظام والتطوير للموسوعات القانونية، أعدها لأول مرة المعهد الأبحاث الحقوقية والقانونیة الإيرانية. مجالات الموسوعة القانونية التي تم البحث فيها هي 66 عنوانا قانونيا تخصصيا. ومن بين هذه التخصصات الحقوق والقوانين النووية، وقانون الإعلام والصحفيين، والملفات الوطنية، والعقود المعينة، والقانون المدني، وقانون الجزاء.

### البنية التحتية البحثية في القانون الإيراني
«التطبيق الفردي» بين «مصادر القانون الإيراني» هو بحث تم إجراؤه خلال الأعوام 2011 حتی 2016 من قبل مئات الباحثين من مختلف فروع القانون في هذا المعهد البحثي. بمعنى آخر، حدد المعهد هذه قوانين الرئيسية والأم في القانون الإيراني كموضوع ونطاق للبحث وجمع مجموعة من الكتب والمقالات والأطروحات من القرن الماضي حتی الآن كعقيدة قانونية وإجراءات قضائية. حصيلة هذا البحث هو إنشاء أكبر بنية تحتية بحثية في القانون الإيراني بناءً على قراءة سطور وتحليل نصوص مصادر القانون الإيراني (القانون والإجراء والعقيدة القانونية). يتم تحديث هذا البحث بإستمرار.

### تقييم مسودات التشريعات
كان هذا المعهد البحثي مسؤولاً عن تقييم وتحليل مسودات المشاريع والتعليمات واللوائح القانونية عدة مرات. على سبيل المثال، يمكن الإشارة إلى التقرير البحثي الذي يقيم مسودة اللائحة التنفيذية لتعديل قانون مكافحة غسل الأموال من منظور التوافق الداخلي والامتثال للمبادئ القانونية، والتقرير البحثي الذي يقيّم ويحلل مسودة المبادئ التوجيهية لرصد ومتابعة الحقوق العامة والتقرير البحثي لتقييم مسودة مشروع قانون إدارة تضارب المصالح في الخدمات العامة.

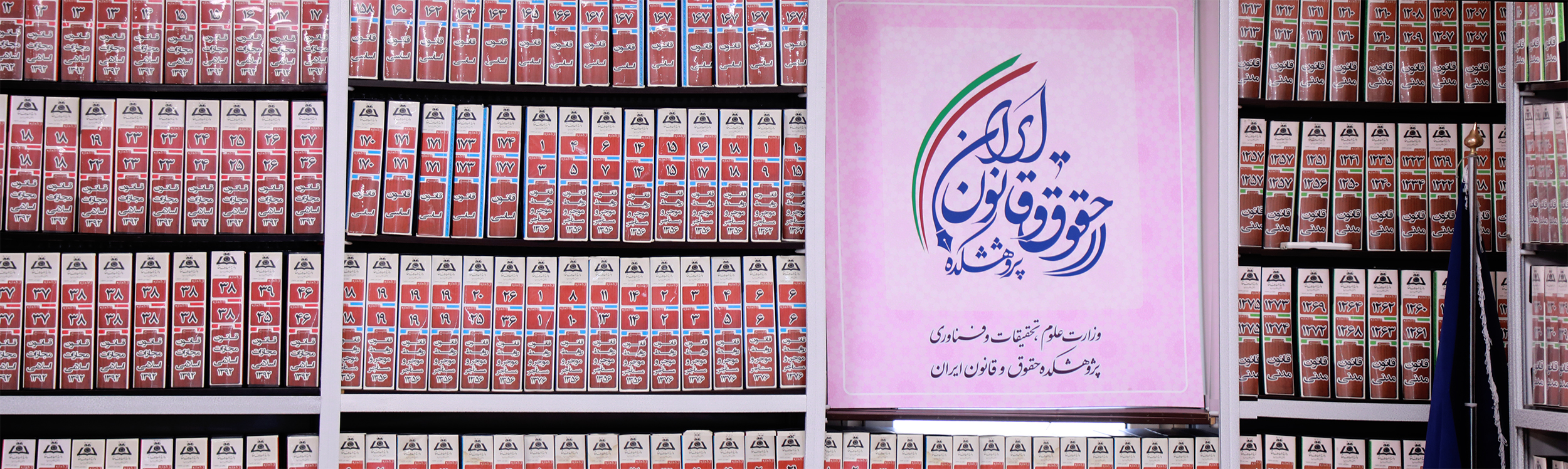
صورة للمصنفات المخصصة للتخريجات و الإيصالات القانونية في المعهد

### المؤتمرات الوطنية

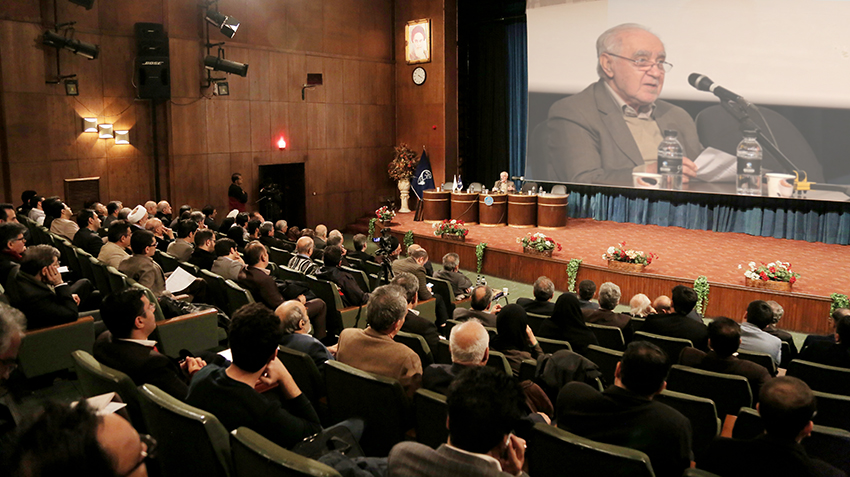
صورة لأحد المؤتمرات الوطنية التي عقدها هذا المعهد البحثي في جامعة طهران.

حتى الآن، تم تنظيم العديد من المؤتمرات الوطنية في إيران من قبل المعهد بمشاركة الجامعات وجمعيات العلوم القانونية في البلاد..